# Oberwaiz
Oberwaiz ist ein Gemeindeteil der Gemeinde Eckersdorf im Landkreis Bayreuth (Oberfranken, Bayern). Die Gemarkung Oberwaiz hat eine Fläche von 5,302 km². Sie ist in 881 Flurstücke aufgeteilt, die eine durchschnittliche Flurstücksfläche von 6018,05 m² haben. In ihr liegen neben dem namensgebenden Ort die Gemeindeteile Schanz und Tröbersdorf.

## Geografie
Durch das Dorf fließt der Stockbrunnenbach, dessen Quelle entspringt im westlichen Schanzer Wald und er wird durch drei weitere kleine Quellen gespeist. Er ist ein rechter Zufluss des Dühlbachs, der links in den Roten Main fließt. Nördlich von Oberwaiz befindet sich das Naturschutzgebiet Teufelsloch. Eine Gemeindeverbindungsstraße führt zur Bundesstraße 22 (0,6 km südlich) bzw. zur Waldhütte (3,1 km nördlich).

## Geschichte
Der Ort wurde 1386 erstmals als „Reichhardsweißig“ erwähnt. Das Bestimmungswort Hard ist die mittelhochdeutsche Bezeichnung für Wald. Reichhard bedeutet demnach Reichswald. Das Grundwort Weißig bedeutet Grenze. Ober- und Unterwaiz waren also Grenzdörfer am Reichswald. 1697 wurde der Ort erstmals als „Oberwaitz“ bezeichnet.
Nach den Einheimischen soll der Namensgeber für Oberwaiz allerdings der Graben vor und nach dem Teufelsloch sein, der Weißenbachgraben, später Weißengraben genannt wurde und heute  Waizengraben heißt, in den der Weißenbach fließt. Man sprach früher auf Grund der Ortslage von „Ober(halb)waizengraben“ (Oberwaiz) bzw. „Unterwaizengraben“ (Unterwaiz).
Gegen Ende des 18. Jahrhunderts gab es in Oberwaiz 24 Anwesen. Die Hochgerichtsbarkeit stand dem bayreuthischen Stadtvogteiamt Bayreuth zu. Die Dorf- und Gemeindeherrschaft hatte das Hofkastenamt Bayreuth. Grundherren waren
- das Hofkastenamt Bayreuth (6 Halbhöfe, 2 Viertelhöfe, 1 Sölde, 1 Tropfhaus, 2 Häuser, 1 Mühle, 1 Schmiede),
- die Hofkanzlei Bayreuth (4 Söldengüter),
- die Superintendentur Bayreuth (1 Halbhof),
- das Rittergut Oberwaiz (1 Schlossgut, 4 Sölden).[7]

Von 1797 bis 1810 unterstand der Ort dem Justiz- und Kammeramt Bayreuth. 1810 kam Oberwaiz zum Königreich Bayern. Infolge des Gemeindeedikts wurde Oberwaiz dem 1812 gebildeten Steuerdistrikt Eckersdorf zugewiesen. Zugleich entstand die Ruralgemeinde Oberwaiz, zu der Schanz gehörte. 1822 kam Tröbersdorf hinzu. Die Gemeinde war in Verwaltung und Gerichtsbarkeit dem Landgericht Bayreuth zugeordnet und in der Finanzverwaltung dem Rentamt Bayreuth (1919 in Finanzamt Bayreuth umbenannt). Ab 1862 gehörte Oberwaiz zum Bezirksamt Bayreuth (1939 in Landkreis Bayreuth umbenannt). Die Gerichtsbarkeit blieb beim Landgericht Bayreuth (1879 in Amtsgericht Bayreuth umgewandelt). Die Gemeinde hatte 1964 eine Gebietsfläche von 5,305 km². Am 1. Mai 1978 wurde sie im Zuge der Gebietsreform in Bayern in die Gemeinde Eckersdorf eingegliedert.
Das denkmalgeschützte Forsthaus dient als Freizeitenheim der evangelisch-reformierten Kirche Bayern.

### Baudenkmäler

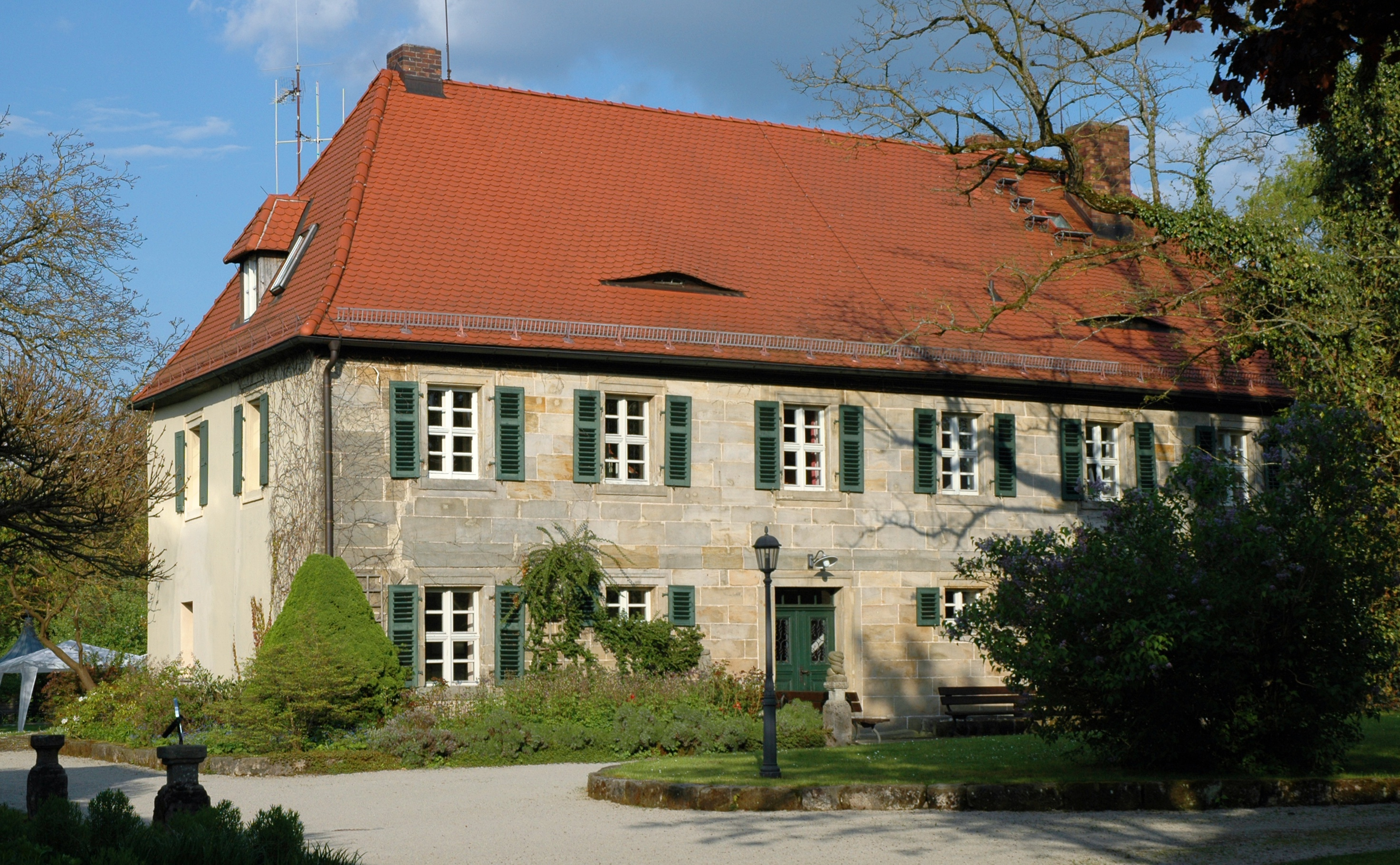
Forsthaus Oberwaiz, ehemaliges Jagdschloss der Plassenberger, erbaut 1776

- Am Forstanger 4: ehemaliges Forsthaus, früheres Jagdschloss der Plassenberger, zweigeschossiger Sandsteinquaderbau mit Walmdach, 1776; rundbogige Sandstein-Toreinfahrt bezeichnet „F.W.1768“.
- Troschau: Kreuzstein, Sandstein mit Malteserkreuz vorne und hinten, zweite Hälfte 17. Jahrhundert
- Dorfstraße 25: ehemalige Gastwirtschaft und Metzgerei Weith und zuletzt Dorfgasthaus Oberwaiz der Familie Schill. Schlichter zweigeschossiger Quaderbau von Mitte des 18. Jahrhunderts. Drei zu sechs Achsen. Walmdach mit neueren Gauben. Am Türschlussstein Jahreszahl „1752“. Das Haus steht auf einem in Natursandstein von Hand gehauenen Felsenkeller, welcher zur Lagerung von Bier und Wein genutzt wurde. Im Krieg diente er bei Luftangriffen auch als Schutzkeller. Teile der Dachsparren wurden über die Jahrhunderte weiterverwendet und sind noch als Pfetten und Sparren eingebaut. Innen wurden im Erdgeschoss bei Instandhaltungsmaßnahmen ein alter Sandstein-Türbogen und Teile eines alten Fachwerks freigelegt. Die Ostseite des Sandsteinhauses wurde bei einem Umbau freigelegt, sie ist durch einen Glas-Anbau zu sehen. Die Sandsteine für diesen Bau wurden im nahegelegenen ehemaligen Steinbruch am Ort gebrochen, der von den Vorfahren des letzten Wirtsehepaars Christa und Alwin Schill betrieben wurde.[12]

### Bekannte Personen
- Max Böhm (1889–1965), deutscher Komponist und Musikpädagoge, geboren und aufgewachsen in dem späteren Schulgebäude (Dorfstraße 35) vor der ehemaligen „Bruck“ (Brücke über den Stockbrunnenbach)

### Einwohnerentwicklung

#### Gemeinde Oberwaiz
| Jahr      | 1827  | 1840   | 1852   | 1855   | 1861   | 1867   | 1871   | 1875   | 1880   | 1885   | 1890   | 1895   | 1900   | 1905   | 1910   | 1919   | 1925   | 1933   | 1939   | 1946   | 1950   | 1952   | 1961  | 1970   |
| Einwohner | 276   | 270    | 308    | 310    | 330    | 328    | 333    | 315    | 331    | 300    | 298    | 297    | 287    | 270    | 276    | 280    | 279    | 260    | 230    | 409    | 388    | 339    | 278   | 278    |
| Häuser    | 39    |        |        |        |        |        | 49     |        |        | 47     | 48     |        | 47     |        |        |        | 48     |        |        |        | 47     |        | 50    |        |
| Quelle    | [ 8 ] | [ 14 ] | [ 14 ] | [ 14 ] | [ 15 ] | [ 16 ] | [ 17 ] | [ 18 ] | [ 19 ] | [ 20 ] | [ 21 ] | [ 14 ] | [ 22 ] | [ 14 ] | [ 23 ] | [ 14 ] | [ 24 ] | [ 14 ] | [ 14 ] | [ 14 ] | [ 25 ] | [ 14 ] | [ 9 ] | [ 26 ] |

#### Ort Oberwaiz
| Jahr      | 001819 | 001822 | 001861 | 001871 | 001885 | 001900 | 001925 | 001950 | 001961 | 001970 | 001987 | 002008 | 002016 | 002021 |
| Einwohner | 175    | 194    | 233    | 220    | 182    | 186    | 173    | 244    | 181    | 184    | 216    | 341    | 343    | 330    |
| Häuser    |        | 26     |        |        | 31     | 32     | 32     | 30     | 32     |        | 55     |        |        |        |
| Quelle    | [ 27 ] | [ 8 ]  | [ 15 ] | [ 17 ] | [ 20 ] | [ 22 ] | [ 24 ] | [ 25 ] | [ 9 ]  | [ 26 ] | [ 28 ] | [ 29 ] |        | [ 1 ]  |

## Religion
Oberwaiz ist seit der Reformation evangelisch-lutherisch geprägt und nach St. Ägidius (Eckersdorf) gepfarrt.